# Søren Fournais
Søren Fournais (30. august 1973) er en dansk matematiker og professor i matematik ved Institut for Matematik på Aarhus Universitet, der bl.a. har forsket i kvantemekanikkens matematik.
Fournais blev uddannet cand.scient. i matematik fra Aarhus Universitet i 1998, og han læste herefter en ph.d. samme sted, som blev færdiggjort i 1999. Han blev postdoc først på AU, og herefter på Université Paris-Sud. I 2006 blev han ansat på AU som lektor. Fra 2008-2013 var han professor MSO, og han fik her efter et fuldt professorskab.
Fournais blev medlem af Videnskabernes Selskab i 2014, og han modtog EliteForsk-prisen i 2019.